# Campionato mondiale di football americano femminile
Il Campionato mondiale di football americano femminile è una competizione sportiva internazionale a cadenza quadriennale (a partire dal 2013, precedentemente triennale), in cui si assegna il titolo mondiale di football americano femminile.

## Elenco edizioni
| Anno          | Ospitante            |             | Finale      | Finale   | Finale        |           | Finale terzo e quarto posto | Finale terzo e quarto posto | Finale terzo e quarto posto |
| Anno          | Ospitante            | Vincente    | Risultato   | 2º posto | 3º posto      | Risultato | 4º posto                    |                             |                             |
| 2010 Dettagli | Svezia               | Stati Uniti | 66 - 0      | Canada   | Finlandia     | 26 - 18   | Germania                    |                             |                             |
| 2013 Dettagli | Finlandia            | Stati Uniti | 64 - 0      | Canada   | Finlandia     | 20 - 19   | Germania                    |                             |                             |
| 2017 Dettagli | Canada IFAF New York | Stati Uniti | 41 - 16     | Canada   | Messico       | 19 - 8    | Gran Bretagna               |                             |                             |
| 2022 Dettagli | Finlandia            |             | Stati Uniti | 42 - 14  | Gran Bretagna |           | Finlandia                   | 19 - 17                     | Canada                      |
| 2026 Dettagli |                      |             | Segnaposto  |          | Segnaposto    |           | Segnaposto                  |                             | Segnaposto                  |

## Partecipazioni e prestazioni nelle fasi finali
Legenda
| -: non qualificata. R: ritiratasi prima dell'inizio del torneo. S: squalificata. Q: qualificata per un torneo ancora da disputarsi. 1T: eliminata al primo turno. 2T: eliminata al secondo turno | OF: eliminata agli ottavi di finale. QF: eliminata ai quarti di finale. nª: classificata nella posizione n. V: campione. |

| Nazionale     | 2010 | 2013 | 2017 | 2022 | Partecip. | Vittorie | Secondi posti | Terzi posti |
| ------------- | ---- | ---- | ---- | ---- | --------- | -------- | ------------- | ----------- |
| Stati Uniti   | V    | V    | V    | V    | 4         | 4        | -             | -           |
|               |      |      |      |      |           |          |               |             |
| Canada        | 2ª   | 2ª   | 2ª   | 4ª   | 4         | -        | 3             | -           |
| Gran Bretagna | -    | -    | 4ª   | 2ª   | 2         | -        | 1             | -           |
| Finlandia     | 3ª   | 3ª   | 5ª   | 3ª   | 4         | -        | -             | 3           |
| Messico       | -    | -    | 3ª   | 5ª   | 2         | -        | -             | 1           |
|               |      |      |      |      |           |          |               |             |
| Germania      | 4ª   | 4ª   | -    | 6ª   | 3         | -        | -             | -           |
| Svezia        | 5ª   | 5ª   | -    | 8ª   | 3         | -        | -             | -           |
| Australia     | -    | -    | 6ª   | 7ª   | 2         | -        | -             | -           |
| Spagna        | -    | 6ª   | -    | -    | 1         | -        | -             | -           |
| Austria       | 6ª   | -    | -    | -    | 1         | -        | -             | -           |